# 2S41 Drok
2S41 Drok (russe : 2С41 Дрок) est un mortier automoteur russe de calibre 82 mm conçu par l'Institut central de recherche Burevestnik à Nijni Novgorod. Il a été présenté pour la première fois au forum « Army 2017 » en Russie. Le Drok a été créé dans le cadre du projet de recherche et développement Nabrosok (esquisse), qui suppose la création de nouveaux systèmes d'artillerie à des fins diverses (dont, entre autres, le 2S39 Magnolia, le 2S40 Floks, 2S42 Lotus et le 2S43 Małva). Le 2S41 a été développé à destination des unités de VDV ainsi que pour être utilisé par des bataillons de fusiliers motorisés.

## Description
Le Drok utilise un mortier de 82 mm monté sur un châssis à roues K-4386 4×4 également appelé Typhoon VDV qui est un véhicule de type MRAP avec une coque en V dans une configuration 4x4. Le choix d'avoir placé un mortier sur un véhicule de patrouille blindé s'explique par la volonté des russes d'offrir une plus grande mobilité à leurs unités d'artillerie mais également réduire les coûts de production et la maintenance sur le terrain. Le Typhoon VDV de base a un blindage similaire au niveau STANAG 3 ce qui lui permet de résister à des tirs d'armes légères jusqu'à du 7,62 mm, à des mines de 8 kg d'explosif ainsi qu'aux éclats d'obus de 155 mm. Pour fonctionner pleinement le 2S41 a besoin d'un équipage de quatre personnes. Le véhicule est propulsé par le moteur KamaZ-650.10-350 d'une puissance de 350 ch ce qui lui permet d'atteindre des vitesses de 100 km/h sur route.

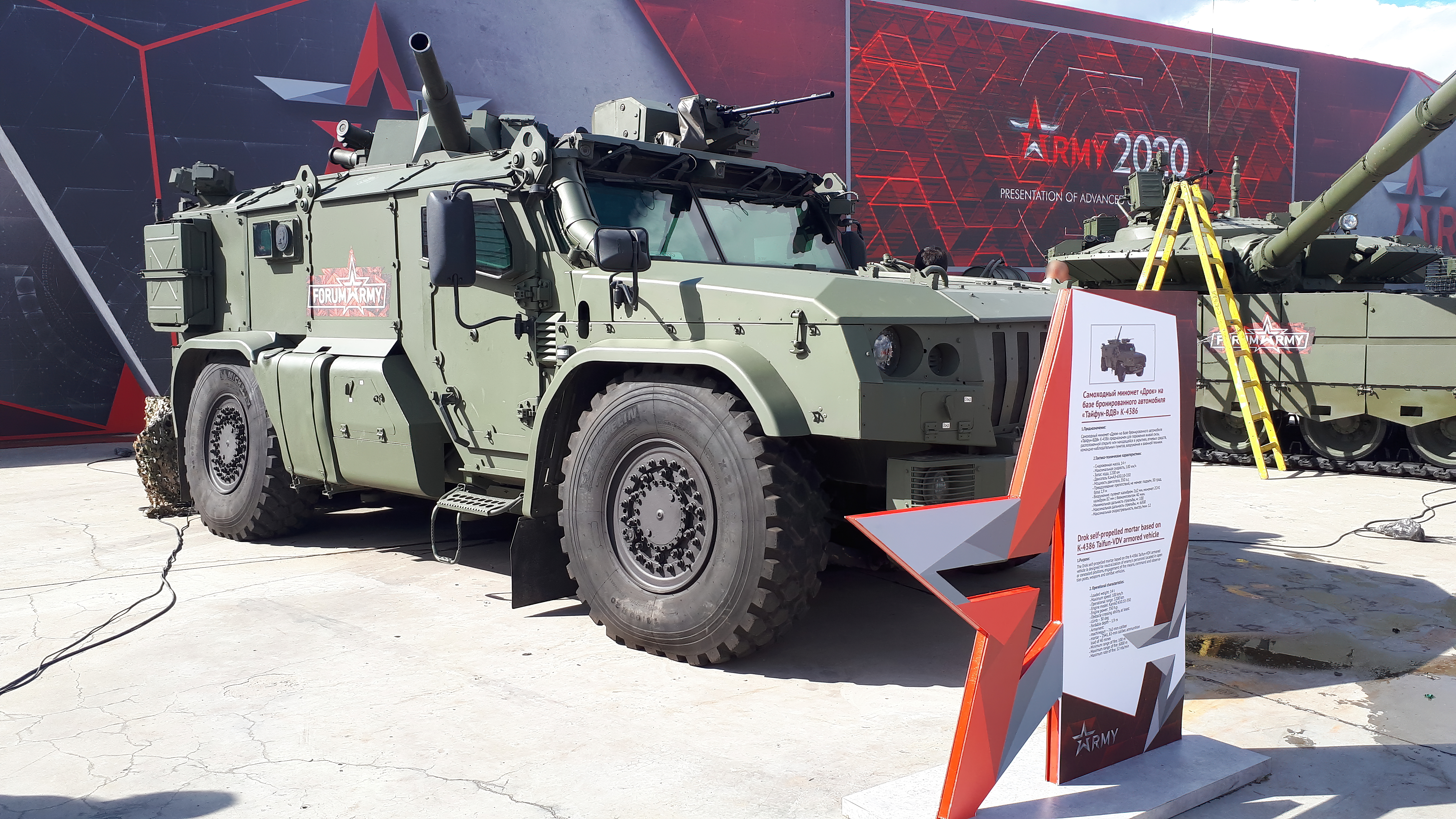

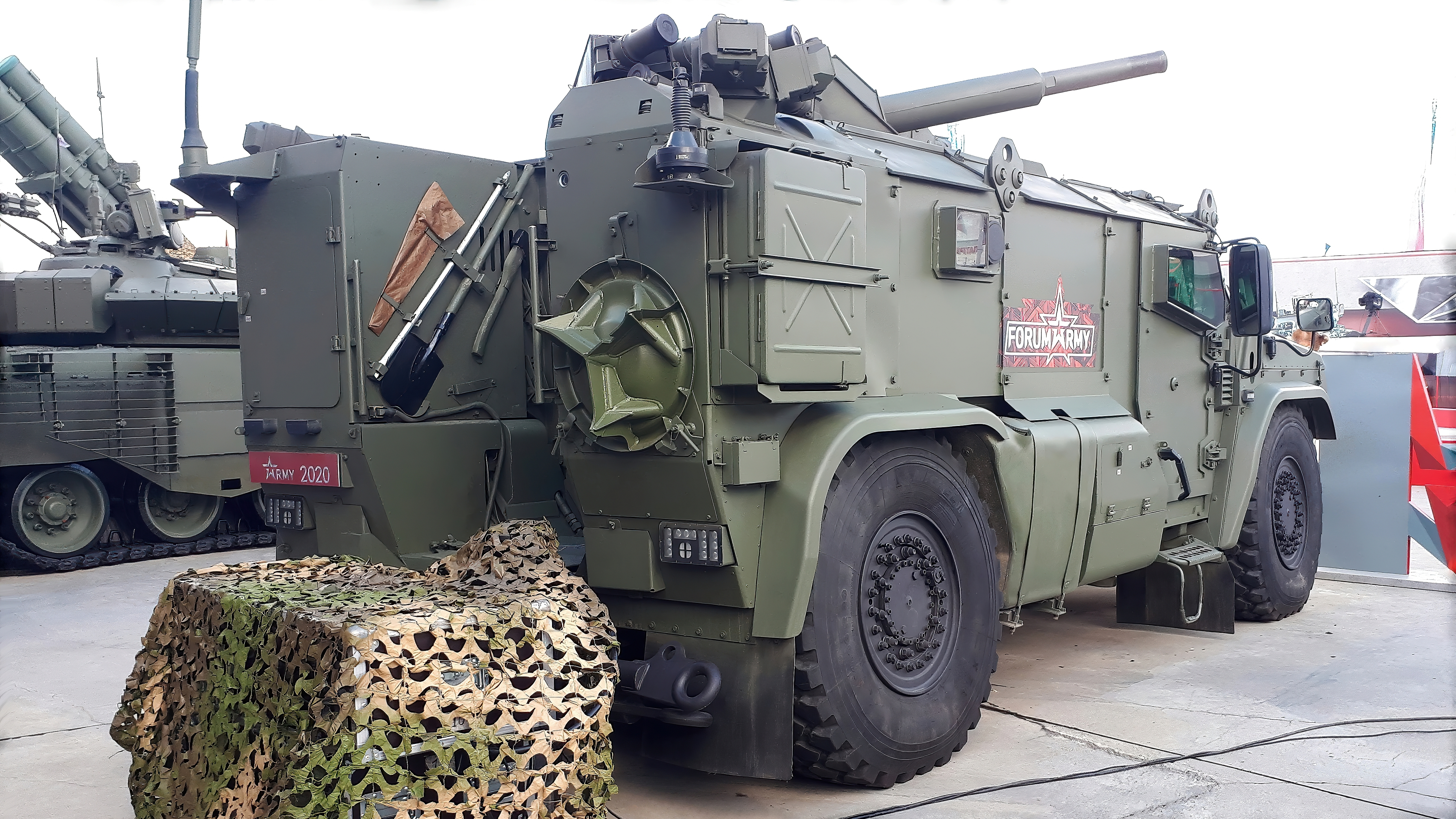

Le mortier est monté sur une tourelle installée sur le toit du véhicule, 40 obus peuvent être emportés directement dans le véhicule. La portée peut varier en fonction des munitions mais elle se situe en moyenne entre 100 et 6 000 m, l'arme principale peut également être utilisée pour des tirs directs. La cadence de tir est d'environ 12 coups par minute, combinée au fait que le mortier est installé sur une voiture blindée cela offre au 2S41 une excellente mobilité, lui permettant d'être moins vulnérable aux tirs de contre batterie et en fait un véhicule efficace pour des techniques de "tire et oublie". Le mortier peut être démonté assez facilement du véhicule pour être utilisé au sol par de l'infanterie. Une tourelle téléopérée équipée d'un fusil-mitrailleur de calibre 7,62 mm est installée au dessus de la place du conducteur pour l'autodéfense. Des lance-fumigènes sont disponibles pour l'autoprotection et contrer les armes à guidage laser; le 2S41 disposant d'ailleurs de système d'alerte en cas de guidage laser sur le véhicule. Ce véhicule a été conçu à la demande des troupes aéroportées russes, sa masse au combat de 14 tonnes reste donc relativement basse malgré son mortier. Cela lui permet d'être facilement transporté par hélicoptère, avion ou d'être parachuté.

## Mise en service
Les premières livraisons devaient avoir lieu en 2022, mais ont été retardées par la guerre en Ukraine. En juillet 2023, Rostec annonce qu'un premier lot de 2 S41 unités a été remis aux forces armées russes pour être envoyé en Ukraine. Ce premier lot doit permettre aux industriels d'avoir un retour d'expérience du véhicule dans une situation de combat et ainsi de corriger les défauts avant une mise en production définitive.